# Agüero
Agüero este o localitate în Spania în comunitatea Aragon în provincia Huesca. Se află la o altitudine de 696 m deasupra nivelului mării. Are o suprafață de 94,157859 km². Populația este de 139 locuitori, determinată în 2021, prin registru de stare civilă[*].